# Trachydium napiferum
Trachydium napiferum är en flockblommig växtart som beskrevs av H.Wolff. Trachydium napiferum ingår i släktet Trachydium och familjen flockblommiga växter. Inga underarter finns listade i Catalogue of Life.